# 北海道道86号白老大滝線
北海道道86号白老大滝線（ほっかいどうどう86ごう しらおいおおたきせん）は、北海道白老郡白老町と伊達市（旧大滝村）を結ぶ道道（主要地方道）である。別名「四季彩街道」とも呼ばれる。支線が存在する。

## 概要
白老町森野 - 伊達市大滝区三階滝町の間は、1月 - 4月下旬まで冬季通行止となる。なお、通年通行を可能にするための改良工事が行われている。同区間は着工から20年をかけた難工事の末、1998年（平成10年）6月7日に開通した。両自治体の境界は2002年（平成14年）、公募により「ホロホロ峠」（標高600 m）と命名された。

### 路線データ
- 起点：北海道白老郡白老町高砂町3丁目（国道36号交点）
- 終点：北海道伊達市大滝区三階滝町（国道453号交点）
- 総延長：30.858 km[1]
- 実延長：30.805 km[1]
- 重用延長：0.053 km[1]
- 未舗装延長：0.378 km[1]

## 歴史
大正年間に、白老徳舜瞥（とくしゅんべつ = 旧大滝村の以前の村名）間道路が開削されたという記録がある。人が通れる程度の道路ではなかったかと考えられる。白老と大滝を結ぶ路線が道道になったのは、1954年（昭和29年）3月30日認定の道道81号（当時）大滝白老停車場線が最初である。その後1957年（昭和32年）7月25日に旧道道81号を廃止し道道203号（当時）白老喜茂別線となった。現道道認定により、旧道道203号は廃止された。

### 年表
- 1972年（昭和47年）2月4日 - 路線認定。当時の路線番号は731で、路線名は大滝白老線[2]。
- 1982年（昭和57年）4月1日 - 路線名を白老大滝線に変更し、起点と終点を入れ替え[3]。
- 1982年 - 主要道道に指定される[要出典]。
- 1993年（平成5年）5月11日 - 建設省から、道道白老大滝線が白老大滝線として主要地方道に指定される[4]。
- 1994年（平成6年）10月1日 - 路線番号変更[5]。
- 1995年（平成7年）4月11日 - 枝線の認定[6]。

## 路線状況

### 道路施設
主な橋梁
- 樹氷橋
- 霧夏橋
- 白滝水流橋
- 思い出橋
- 友遊橋
- 白滝夢来橋
- 白滝交流橋
- 白滝友情橋
- 大星沢橋
- 第3桟道橋
- 第2桟道橋
- イワナ橋
- 第1桟道橋
- 大石橋
- 三重橋
- 涼橋
- 旭橋
- 森野橋
- 御料地橋

主なトンネル
- ホロホロトンネル (85 m)
- 森野トンネル (330 m)

## 地理
白老町森野は、登別市カルルスと並び北海道内でも有数の豪雨地域。

### 通過する自治体
- 胆振総合振興局
  - 白老郡白老町
  - 伊達市

### 交差する道路
白老町
- 国道36号 - 高砂町3丁目（起点）

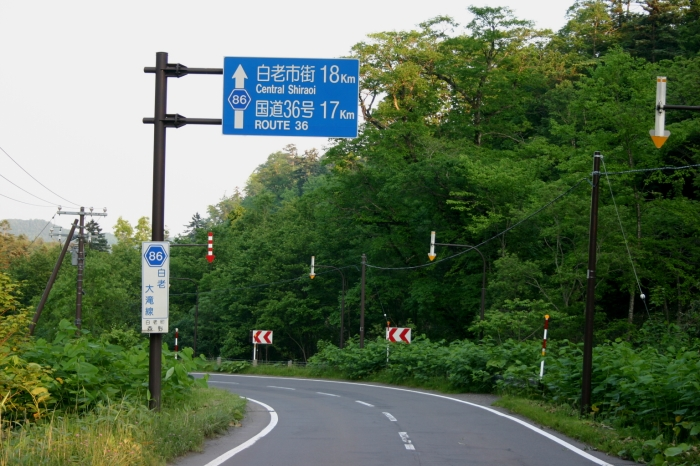
北海道道86号 道道標識（白老町森野）

- 北海道道86号白老大滝線（支線） - 石山
- E5 道央自動車道 白老IC
- 北海道道1045号千歳白老線 - 森野

伊達市
- 国道453号 - 大滝区三階滝町（終点）

#### 支線
支線は石山大通と呼ばれており、白老町中心部と同町萩野・北吉原地区を結ぶ道路が実質国道36号のみであったことから、JR北海道室蘭本線の北側を通る新ルートとして建設されたものである。沿線には石山工業団地がある。
白老町
- 国道36号 - 石山【北緯42度31分36.5秒 東経141度19分9.5秒 / 北緯42.526806度 東経141.319306度】
- 北海道道86号白老大滝線 - 本町3丁目